# Scontro di Lindesnes
Lo scontro di Lindesnes avvenne il 26 e 27 luglio 1714, nell'ambito della grande guerra del Nord, tra la fregata danese Løvendals Gallej e quella svedese De Olbing Galley. L'azione è ricordata per l'inconsueto comportamento tenuto dal comandante danese che, a corto di munizioni, chiese alcune palle di cannone in prestito al proprio avversario per poter continuare il combattimento.

## Storia
La mattina del 26 luglio 1714 il tenente Peter Tordenskjold, al comando della fregata danese da diciotto cannoni Løvendals Gallej, avvistò al largo di Lindesnes una fregata battente bandiera inglese, mentre lui stava navigando sotto falsa bandiera olandese. La nave avvistata era la De Olbing Galley, una nuova fregata dotata di ventotto cannoni e due ponti, commissionata dall'Impero svedese in Inghilterra. Al comando c'era un capitano inglese di nome Bactmann, incaricato di condurre la nave fino al porto di destinazione di Göteborg. Bactmann aveva anche una lettera di corsa del governo svedese, che gli permetteva di attaccare e catturare vascelli danesi-norvegesi.

### Lo scontro
La De Olbing Galley segnalò alla Løvendals Gallej di avvicinarsi per farsi riconoscere ma, quando Tordenskjold fece ammainare la falsa bandiera olandese e issare la bandiera danese, Bactmann riconobbe la nave come nemica, issò la bandiera svedese e sparò una bordata, causando danni al sartiame del danese. La lotta fra le due unità proseguì per tutto il giorno e, quando nel pomeriggio la De Olbing Galley innalzò tutte le vele e tentò di allontanarsi, la Løvendals Gallej la inseguì per continuare lo scontro. Il combattimento fu interrotto al calare della notte, ma riprese la mattina seguente.
Dopo circa quattordici ore entrambe le navi risultavano gravemente danneggiate e Tordenskjold, ormai a corto di munizioni, avvicinò la sua unità alla De Olbing Galley e inviò a bordo un messaggero con una lettera indirizzata al comandante avversario: nel testo, dopo aver ringraziato per il bel duello, Tordenskjold si disse dispiaciuto di non poter continuare lo scontro a causa dell'esaurimento delle munizioni e, anziché arrendersi, chiese al comandante inglese se poteva fornirgli un po' delle sue palle di cannone, in modo da poter continuare la lotta. Bactmann rifiutò, ponendo così fine allo scontro e, dopo che i due comandanti ebbero bevuto alla reciproca salute, le due navi si allontanarono nuovamente prendendo direzioni opposte.

### Conseguenze
Tordenskjold, in seguito, inviò una relazione dell'accaduto al generale Caspar Herman Hausmann, che era responsabile delle forze danesi in Norvegia, e al re Federico IV di Danimarca. Hausmann rispose congratulandosi per la brillante azione, mentre il sovrano non approvò la condotta di Tordenskjold e lo accusò di aver rivelato al nemico informazioni militari vitali, in quanto aveva comunicato al comandante Bactmann di essere a corto di munizioni, e di aver incautamente messo in pericolo una nave danese ingaggiando un avversario di forza superiore.
Tordenskjold rischiava la retrocessione al grado di sottotenente e la perdita di sei mesi di stipendio: il processo iniziò il 28 novembre 1714, ma il coraggio con cui l'accusato si difese impressionò positivamente anche lo stesso Federico IV. Inoltre, Tordenskjold utilizzò a suo favore una legge del codice navale danese che imponeva di attaccare le navi nemiche in fuga indifferentemente dalla loro dimensione: venne perciò assolto il 15 dicembre 1714. Pochi giorni dopo, il 28 dicembre, lo stesso Federico IV lo promosse al grado di capitano.